# Jean de Pontoise
Jean de Pontoise (lat. Johannes de Pontissara) né à Pontoise (Val-d'Oise) vers 1240 est évêque de Winchester de 1282 à sa mort, le 4 décembre 1304.

## Biographie
Docteur en droit de l'Université de Bologne, ancien étudiant d'Oxford, il entre au service d'Édouard Ier pour qui il sert comme ambassadeur officieux auprès du roi de France Philippe IV le Bel. Nommé évêque par Martin IV, il avait été aumônier pontifical. Cet important prélat réside à l'abbaye Sainte-Geneviève de Paris, en 1294, quand la rupture entre la France et l'Angleterre l'oblige à quitter la ville, y laissant tous ses biens sur place. Le banquier Albizzo Guidi, un des deux frères "Biche et Mouche" fait à cette occasion l'inventaire de ses possessions, saisies par la couronne. Il rachète ses biens en 1301 - dont fait partie le château de Bicêtre, futur hôpital parisien - faute d'une restitution en règle réclamée par le Saint Siège, et effectue jusqu'à la fin de sa vie des missions diplomatiques dans toute l'Europe.

### Sources
- Ressource relative à la religion :   - Catholic Hierarchy
- Ressource relative aux beaux-arts :   - British Museum
- Notices dans des dictionnaires ou encyclopédies généralistes :   - Deutsche Biographie
  - Oxford Dictionary of National Biography
- Notices d'autorité :   - VIAF
  - ISNI
  - BnF (données)
  - LCCN
  - GND
  - NUKAT
  - WorldCat